# Jean Giovannelli
Jean Giovannelli, né le 4 mars 1939 à Inzinzac-Lochrist, est un homme politique et ancien joueur de football français. Il a été député du Morbihan de 1981 à 1993.

## Biographie
Jean-Dominique Giovanelli est issue d'une famille d'origine corse arrivée en Bretagne en 1910. 

### Football
Fils de François Giovannelli (1907-1986), fondateur de l'US Montagnarde et maire d'Inzinzac-Lochrist après-guerre, il est issu d'une génération de joueurs de l'US Montagnarde qui révéla également Bernard Maligorne et Gilbert Le Chenadec. En mai 1954 il est finaliste du championnat de l'Ouest avec les minimes de la Montagnarde. Il fait ses débuts en équipe première l'année suivante, à 16 ans. En octobre 1956 il rejoint le Véloce vannetais où il est immédiatement intégré à l'équipe première. Âgé de 17 ans, il termine meilleur buteur de son équipe avec 18 buts en 20 matches. 
Il joue entre 1960 et 1963 au Stade rennais UC avant de rejoindre le Stade lavallois de 1963 à 1967. 
De retour aux sources à l'US Montagnarde, il est tour à tour joueur, entraîneur joueur, vice-président à partir de 1974, puis président en 1976. Il est encore président d'honneur de l'US Montagnarde en 2012.

### Politique
Professeur de sciences physiques, il succède à son père à la mairie d'Inzinzac-Lochrist en mars 1977 et demeure à la tête de la commune jusqu'en mars 2001. Socialiste comme son père, il deviendra député en juin 1981, en battant le député sortant CDS Yves Le Cabellec et en maintenant sa candidature face à Chantal Perez, « parachutée » (elle fut candidate dans la 23e circonscription de Paris en 1978) désignée officiellement par le PS. 
Candidat à un nouveau mandat en 1986, il figure en deuxième position sur la liste socialiste « Le bon cap pour le Morbihan » derrière Jean-Yves Le Drian. Celle-ci obtient 31,68 % des suffrages et deux élus. Il est ainsi réélu.
Il est reconduit dans ses fonctions en 1988 en recueillant 51,98 % des voix au second tour face à Pierre-Henri Paillet (URC-UDF). Il ne se représente pas en 1993.